# NatWest
National Westminster Bank, abbreviata in NatWest, è una banca commerciale britannica, con sede a Londra, sussidiaria dal 2000 del gruppo Royal Bank of Scotland, ribattezzato NatWest Group nel 2020. Ha circa 1 600 filiali in Gran Bretagna e in Éire e Irlanda del Nord opera tramite la sussidiaria Ulster Bank.

## Storia

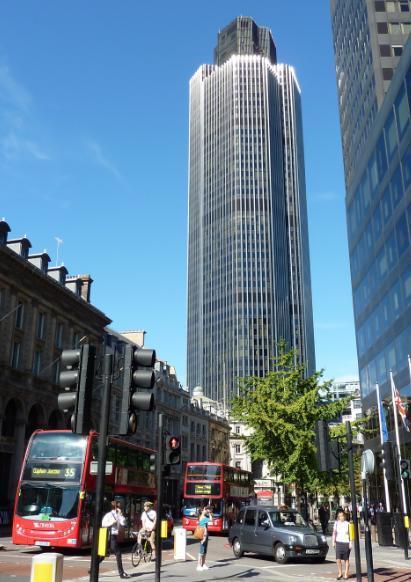
La National Westminster Tower vista da Bishopsgate

La National Westwinster Bank iniziò ad operare il 1º gennaio 1970 dalla fusione di tre istituti precedenti: la National Provincial Bank, la Westminster Bank, e la  District Bank. Quest'ultima era stata fondata nel 1829 ed era stata rilevata dalla National Provincial Bank nel 1962, ma era stata autorizzata a lavorare sotto il proprio nome fino alla nascita della National Westminster Bank.
Le tre banche si fusero completamente nella nuova società. Rimasero invece società autonome (sebbene controllate) la banca privata Coutts & Co. (fondata nel 1692 e rilevata nel 1920 dalla National Provincial), la Ulster Bank (fondata nel 1836 e rilevata nel 1917 dalla Westminster) e la Isle of Man Bank (fondata nel 1865 e rilevata nel 1961 dalla National Provincial).
Dall'operazione risultò la quinta più grossa banca del mondo
La National Westwinster Bank nel 1972 partecipò alla creazione della Joint Credit Card Company (insieme alla Lloyds Bank, alla Midland Bank e alla Williams & Glyn's Bank) che lanciò la carta di credito Access (poi confluita nella MasterCard) e nel 1976 introdusse il bancomat Servicetill
La deregulation degli anni Ottanta spinse la banca ad entrare nel mercato degli strumenti finanziari e attraverso la propria merchant bank, County Bank, nata nel 1965, acquisì varie società di brokers di borsa e diede vita alla banca d'investimenti controllata County NatWest. La banca si espanse internazionalmente, creando la National Westminster Bancorp negli Stati Uniti con una rete di 340 filiali in due stati, la National Westminster Bank of Canada e la NatWest Australia Bank, nonché aprendo sedi in Europa e in Estremo Oriente  Nel 1982 l'agenzia di Francoforte si fuse con la Global Bank AG per dar vita alla Deutsche Westminster Bank. Nel 1985 fu fondato il Banco NatWest España, mentre nel 1988 fu creata la National Westminster Bank SA con le sei agenzie in territorio francese e monegasco.
Nel 1980 fu terminata la nuova sede centrale della banca, la National Westminster Tower (oggi detta Tower 42) nella City di Londra. Alta 183 m, è stata il più alto edificio della Gran Bretagna fino alla costruzione della Canary Wharf Tower dieci anni dopo
Durante gli anni Novanta la banca vendette le filiali estere e si concentrò sul mercato interno con il nuovo nome di NatWest Group
Nel 1993 la National Westminster Tower fu devastata dall'esplosione di una bomba collocata dalla Provisional IRA: la banca si trasferì e vendette l'edificio
Nel 2000 la Royal Bank of Scotland prese il controllo della NatWest per mezzo di una scalata ostile: fu la scalata più rilevante della storia britannica. La National Westminster Bank, che era stata la banca britannica più redditizia, fu cancellata dal listino della London Stock Exchange e divenne, con le sue collegate, una società del gruppo Royal Bank of Scotland Di conseguenza il gruppo RBS divenne il secondo maggiore gruppo bancario in Europa (dopo la HSBC) e il quinto del mondo per capitalizzazione di borsa. NatWest ha conservato il proprio marchio e la propria licenza bancaria, ma molte funzioni sono state accentrate con quelle del gruppo.

## Controversie

### Il crollo di Blue Arrow
La banca fu colpita dal crollo del mercato azionario del 1987 e coinvolta nel crollo di Blue Arrow. Il rapporto del Dipartimento del Commercio e dell'Industria sulla vicenda fu critico nei confronti della direzione della banca e portò alle dimissioni di diversi membri del consiglio, incluso l'allora presidente Lord Boardman. Successivamente, la banca cedette le sue filiali estere. Le attività nordamericane furono vendute alla Fleet Bank e alla Hong Kong Bank of Canada, mentre le filiali australiane e neozelandesi furono vendute a Salomon Smith Barney e alla National Australia Bank.  Successivamente la banca si concentrò sulle sue attività principali a livello nazionale come il rinnovato NatWest Group, riflettendo il suo posizionamento moderno come portafoglio di attività.

### Critiche sugli investimenti
Nell'attentato a Bishopsgate del 1993, la NatWest Tower fu devastata da una bomba dell'IRA, la banca lasciò l'edificio e successivamente lo vendette. Poi, nel 1997, NatWest Markets, il ramo aziendale e di investment banking fondato nel 1992, rivelò che era stata scoperta una perdita di 50 milioni di sterline, ritoccata a 90,5 milioni di sterline dopo ulteriori indagini. La fiducia degli investitori e degli azionisti fu così gravemente scossa che la Banca d’Inghilterra dovette dare istruzioni al consiglio di amministrazione di resistere alle richieste di dimissioni dei suoi dirigenti più anziani nel tentativo di porre fine alla vicenda. I controlli interni e la gestione del rischio della banca furono severamente criticati nel 2000 e la sua spinta aggressiva nell'investment banking fu messa in discussione, dopo una lunga indagine da parte della Securities and Futures Authority. Il passaggio della banca a prodotti derivati complicati che non aveva compreso appieno sembrava indicare una cattiva gestione. Entro la fine del 1997 parti di NatWest Markets furono vendute, altre diventarono Greenwich NatWest nel 1998. Aveva acquistato Gleason Partners nel 1996 per 135 milioni di dollari per rivenderlo tre anni dopo, nel 1999, al fondatore di GP per soli 4 milioni di dollari, con un'enorme perdita di 131 milioni di dollari.

### Frode telematica
I cosiddetti "tre NatWest" - Giles Darby, David Bermingham e Gary Mulgrew - furono estradati negli Stati Uniti nel 2006 con l'accusa relativa a una transazione con la Enron Corporation nel 2000 mentre lavoravano per Greenwich NatWest. È stato sostenuto che il reato ra stato commesso da cittadini britannici residenti nel Regno Unito contro una società britannica con sede a Londra e pertanto qualsiasi procedimento penale risultante rientrava nella giurisdizione dei tribunali inglesi. Tuttavia, il Serious Fraud Office inglese decise di non avviare il procedimento giudiziario per mancanza di prove. È stato criticato il fatto che gli americani avessero estradato cittadini britannici mentre non esisteva alcuna struttura del genere per estradare cittadini statunitensi nel Regno Unito. Il 28 novembre 2007 i tre ammisero un'accusa di frode telematica dopo un patteggiamento. Il 22 febbraio 2008 furono condannati ciascuno a 37 mesi di carcere.
A seguito di discussioni tra l'Office of Fair Trading, il Financial Ombudsman Service, la Financial Services Authority e le principali banche, il 27 luglio 2007 è stato avviato un procedimento test contro le banche per determinare la legalità e l'applicabilità di alcune accuse relative a scoperti di conto non autorizzati. Si sostiene che queste siano contrarie alle clausole abusive nei regolamenti sui contratti con i consumatori del 1999 Le sanzioni penali sono irrecuperabili secondo il diritto comune. Il precedente in merito è stato Dunlop Pneumatic Tire Co. Ltd. contro New Garage and Motor Co. Ltd. [1915] AC 79 insieme a Murray v Leisure Play [2005] EWCA Civ 963, in cui si riteneva che una parte contrattuale può solo recuperare danni per perdite effettive o perdite liquidate. Il gruppo RBS ha sostenuto che le sue accuse erano giuste e applicabili e ha dichiarato che intendeva difendere vigorosamente la propria posizione. Il 24 aprile 2008, l'Alta Corte ha stabilito che, sebbene tali accuse non potessero costituire sanzioni, sono impugnabili ai sensi dell'Unfair Contract Clauss Act del 1977 e delle Unfair Clausles in Consumer Contracts Regolamento del 1999. Il 26 febbraio 2009, l'Alta Corte La Corte d'Appello ha stabilito che le commissioni per scoperti di conto non autorizzati e assegni respinti sono soggette alla regolamentazione dell'OFT in base a queste regole.
Nel settembre 2009, NatWest ha annunciato tagli drastici alle commissioni di scoperto. La tariffa per articoli non pagati è stata ridotta da £ 38 a £ 5 e la tariffa per uso improprio della carta è stata ridotta da £ 35 a £ 15. I tagli sono arrivati in un momento in cui la controversia sulla legalità dei prestiti non autorizzati, che secondo le stime fruttano ai fornitori di conti correnti circa 2,6 miliardi di sterline all'anno, era arrivata alla Camera dei Lord.

### "Lavanderia a gettoni globale"
Il 20 marzo 2017, il quotidiano britannico The Guardian ha riferito che centinaia di banche avevano contribuito a riciclare fondi legati al KGB fuori dalla Russia, come scoperto da un'indagine denominata Global Laundromat  NatWest è stata elencata tra le 17 banche del Regno Unito che "si trovavano ad affrontare domande su ciò che sapevano del sistema internazionale e sul motivo per cui non hanno rifiutato trasferimenti di denaro sospetti": la banca aveva elaborato 1,1 milioni di dollari in contanti. Altre banche sotto esame nell'ambito dell'indagine includono HSBC, la Royal Bank of Scotland, Lloyds Bank, Barclays e Coutts.

### Condanna per riciclaggio di denaro
Nel dicembre 2021, la banca è stata condannata presso la Corte dei magistrati di Westminster per tre capi di imputazione per mancato rispetto delle norme antiriciclaggio. Natwest si è dichiarato colpevole dei tre capi d'accusa, che riguardavano un gioielliere, Fowler Oldfield, che aveva depositato 365 milioni di sterline tra il 2012 e il 2016, di cui 264 milioni di sterline in contanti, nonostante un fatturato annuo previsto di 15 milioni di sterline. Gli avvocati della FCA (Financial Conduct Authority) hanno affermato che grandi volumi di contanti erano depositati in sacchi neri della spazzatura e che la quantità di banconote non rientrava nei caveau delle filiali.
In una dichiarazione, un portavoce della Financial Conduct Authority ha affermato: "NatWest è responsabile di un elenco di fallimenti nel modo in cui ha monitorato e analizzato le transazioni che erano evidentemente sospette. In combinazione con gravi fallimenti dei sistemi, come il trattamento dei depositi in contanti come assegni, questi fallimenti hanno creato una porta aperta al riciclaggio di denaro".